# Oldenborre
Oldenborrer (Melolontha) er en slægt af biller i familien torbister (Scarabaeidae). En udbredt art i slægten er almindelig oldenborre (Melolontha melolontha), der er kendt som skadedyr.